# تشارلز لوثر
تشارلز لوثر (بالسويدية: Charles Luther)‏ هو منافس ألعاب قوى سويدي، ولد في 8 أغسطس 1885 في غوتنبرغ في السويد، وتوفي بنفس المكان في 24 يناير 1962.

## وصلات خارجية
- تشارلز لوثر على موقع اللجنة الأولمبية الدولية (الإنجليزية)
- تشارلز لوثر على موقع أوليمبيديا (الإنجليزية)
- تشارلز لوثر على موقع اللجنة الأولمبية السويدية (السويدية)